# Двуличный любовник
«Двуличный любовник» (фр. L'Amant double) — франко-бельгийский эротический триллер 2017 года, поставленный режиссёром Франсуа Озоном. Фильм был отобран для участия в основной конкурсной программе 70-го Каннского международного кинофестиваля в соревновании за «Золотую пальмовую ветвь» . Главную героиню сыграла бывшая топ-модель, Марина Вакт.
Сюжет картины является вольной адаптацией романа Джойс Кэрол Оутс «Жизнь близнецов» (1987).

## Сюжет
Двадцатипятилетняя бывшая фотомодель по имени Хлоя (Марина Вакт) долгое время страдает от болей в животе. На приёме у гинеколога она получает совет обратиться к психиатру, так как, по мнению врача, эти боли имеют скорее психосоматическое происхождение. Хлоя обращается к психоаналитику Полю (Жереми Ренье), ходит к нему на сеансы и влюбляется в него. Поль тоже влюбляется в свою пациентку. Они снимают квартиру и начинают жить вместе, а через некоторое время Поль делает Хлое предложение.
Однажды Хлоя случайно встречает двойника Поля, который оказывается тоже психотерапевтом. Она записывается к нему на приём под чужим именем и выясняет, что это брат-близнец Поля по имени Луи. Сам же Поль уверяет её, что у него нет и не было никакого брата. Тем не менее, Хлоя начинает ходить на сеансы психотерапии Луи и вскоре он тоже становится её любовником. Если Поль мягок и ласков, то Луи жесток и агрессивен. Хлоя узнаёт, что она беременна, но не знает от кого из братьев. 
Однажды Хлоя узнаёт, что у Поля раньше была девушка по имени Сандра. Она проводит расследование и приезжает домой к Сандре, которая оказывается неспособной ходить и разговаривать. Её мать (Жаклин Биссет) рассказывает Хлое, что Луи, выдавая себя за Поля, споил и изнасиловал Сандру. Сандра, узнав, что она беременна от Луи, попыталась покончить с собой и стала инвалидом, а Поль постарался навсегда забыть о ней и о своём брате. Хлоя решает уйти от Луи, но тот продолжает настойчиво преследовать её и угрожать ей. В итоге Хлоя убивает Луи, застрелив его из пистолета. В этот момент её живот внезапно раздувается, в нём начинается шевеление и, прорезая кожу, из него высовывается маленькая рука. Хлоя теряет сознание и её увозят в больницу.
Поль и мать Хлои приходят в больницу, причём матерью Хлои оказывается та же женщина, что и мать Сандры — бывшей девушки Поля. В больнице они узнают, что Хлоя не была беременна. В её животе находилась килограммовая киста, являющаяся близнецом-паразитом, которую удалили во время операции. Именно эта киста и была причиной галлюцинаций Хлои, что у Поля якобы есть жестокий брат Луи и брошенная девушка-инвалид Сандра. Хлоя страдает от того, что она, будучи в утробе матери, убила и съела свою сестру-близнеца, которой она даёт имя Сандра. Её утешают, что она в этом не виновата. Хлоя мирится со своей матерью, которую много лет ненавидела. Поль и Хлоя возвращаются из больницы домой и начинают заниматься любовью. В этот момент Хлоя видит своего близнеца Сандру, которая смотрит на них через окно, а потом разбивает стекло и входит в комнату.

## В ролях
| Актёр          | Роль                   |
| -------------- | ---------------------- |
| Марина Вакт    | Хлоя                   |
| Жереми Ренье   | Поль, Луи              |
| Жаклин Биссет  | Мать Сандры, мать Хлои |
| Мириам Буайе   | соседка Роза           |
| Доминик Реймон | гинеколог              |

## Съёмочная группа
- Автор сценария — Франсуа Озон
- Режиссёр-постановщик — Франсуа Озон
- Продюсеры — Эрик Альтмайер, Николя Альтмайер
- Оператор — Мануель Дакоссе
- Композитор — Филипп Ромби
- Монтаж — Лор Гердетт
- Художник по костюмам — Паскалин Шаванн
- Художник-декоратор — Жульен Тессерод
- Арт-директор — Лилит Бекмезян

## Награды и номинации
| Список наград и номинаций            | Список наград и номинаций | Список наград и номинаций | Список наград и номинаций | Список наград и номинаций | Список наград и номинаций |
| Кинопремия                           | Дата церемонии            | Категория                 | Номинант(ы)               | Результат                 | Источник                  |
| ------------------------------------ | ------------------------- | ------------------------- | ------------------------- | ------------------------- | ------------------------- |
| Каннский международный кинофестиваль | 17-28.05.2017             | Золотая пальмовая ветвь   | Двуличный любовник        | Номинация                 | [ 2 ]                     |

## Ссылка
- François Ozon prépare L’Amant double на сайте Cineuropa